# Аскон
«Аскон» — советская и российская программная компания, крупнейший разработчик, поставщик программного обеспечения и интегратор в сфере автоматизации проектной и производственной деятельности. 
Компания основана в 1989 году. Штаб-квартира расположена в Санкт-Петербурге.

## История
Основана 1 апреля 1989 года Александром Голиковым и Татьяной Янкиной. В этом же году выпущена первая версия системы автоматизированного проектирования (САПР) Компас.
В 1992 году открылось представительство компании в Москве, в 1994 — центр разработки систем управления инженерными данными в Кургане.
В 1997 году начались поставки системы Компас 5.0 под Windows.
С 1998 года фирма создаёт комплексные системы автоматизации конструкторской и технологической подготовки производства. В этом же году в Москве открывается центр разработки систем проектирования технологических процессов.
В 1999 и 2000 годах открыты региональные офисы в Челябинске и Нижнем Новгороде соответственно.
В 2000 году вышла первая версия системы Компас-3D.
В 2001 году компания выпустила первые решения для строительного проектирования.
В 2002 году открыты представительство и центр разработки специализированных САПР в г. Минск (Беларусь).
В 2003 году завершено создание сбытовой и внедренческой сети САПР, выпущены системы Компас-3D V6 и Лоцман: PLM. В этом же году комплексные решения вышли на корпоративный уровень[уточнить], а в 2005 — на внешние рынки.
В 2005 году выпущена первая версия системы САПР технологических процессов — Вертикаль, сменившая «Компас-Автопроект».
В 2006 году впервые выпущена англоязычная версия системы Компас-3D.
В 2008 году Александр Голиков становится председателем совета директоров компании, а её генеральным директором назначен Максим Богданов. В этом же году компания участвует в Национальном проекте «Образование», в рамках которого происходит оснащение российских школ системой Компас-3D. Старт проекта CAD@ONLINE
В 2009 году выпущена профессиональная система автоматизированного проектирования для строительства Компас-СПДС, которая в 2014 году переименована в Компас-Строитель. В этом же году система Компас-3D стала доступна на интернет-портале CAD@Online (сейчас сервис недоступен). В драйвера Nvidia Quadro добавлен специальный профиль для КОМПАС-3D.
В 2010 году выпущена система управления проектными данными Лоцман: ПГС. АСКОН стал партнёром команды «Селеноход».
В 2011 году выпущена САПР для домашнего использования — Компас-3D Home.
В 2012 году выпущены система автоматизированного управления производством Гольфстрим и мобильный клиент Лоцман:24, работающий в составе корпоративной системы управления проектной организацией Лоцман: ПГС[значимость факта?]. В этом же году компания АСКОН делает геометрическое ядро C3D доступным для сторонних разработчиков CAD/CAM/CAE-систем и прикладных решений, заключает партнёрское соглашение с гоночной командой «КАМАЗ-мастер». Запуск облачной системы управления проектированием Dexma.
С 2013 года компания переходит от развития одного универсального PLM-решения к созданию продуктов для разных рынков: сквозную 3D-технологию — для крупных промышленных предприятий, PDM-систему Лоцман: КБ — для средних машиностроительных заводов и конструкторских бюро. В свет выходят приложение Компас:24 для просмотра моделей на мобильных устройствах, а также мобильная игра, разработанная на платформе Unity, — виртуальный 3D-конструктор Machinator, в которой можно собирать спроектированные в Компас-3D модели.
В 2014 году выпущена система класса ECM для проектных организаций — Pilot-ICE. Прекращено финансирование Dexma.
В 2015 году выпущена Renga Architecture (рабочее название — «Торнадо») - система трёхмерного архитектурно-строительного проектирования, позволяющая создавать трёхмерные проекты зданий и сооружений с использованием «привычных» проектировщику команд (стена, колонна, балка, окно и т. д.). АСКОН стал партнёром компании «Лин Индастриал». Pilot-ICE получила звание Best Soft 2015 от Журнала PC Magazine/RE.

## Деятельность
Выделяют следующие бизнес-направления компании:
- Системы проектирования — развитие продукции семейства Компас и CAD-приложений, ядра геометрического моделирования C3D, систем управления проектными данными в сфере промышленно-гражданского строительства Лоцман: ПГС и Лоцман: ОРД.
- Бизнес-решения — развитие продукции для управления инженерными данными и нормативно-справочной информацией в машиностроении, технологической подготовки производства, управления качеством, планирования и управления производством: Лоцман: PLM, Лоцман: КБ, Вертикаль, справочники Стандартные Изделия, Материалы и Сортаменты, Гольфстрим, QiBox.
- Интеграция — интеграторское направление, объединяющее 30 региональных офисов АСКОН, которые специализируются на поставке заказчикам программного обеспечения АСКОН и реализации комплексных проектов автоматизации инженерных и производственных бизнес-процессов.

Продукция компании с 2009 года сертифицируется в Федеральной службе по техническому и экспортному контролю (ФСТЭК) России. В 2014 году компания сообщила о сертификации в ФСТЭК системы трехмерного моделирования Компас-3D, системы автоматизированного проектирования технологических процессов Вертикаль 2013 и системы управления инженерными данными и жизненным циклом изделия Лоцман: PLM 2013, что позволяет применять их при работе с определёнными категориями служебной информации и гостайной.
Программные продукты компании (по состоянию на 2014 год) используют свыше 8500 промышленных предприятий и проектных организаций как в России, так и за рубежом.
Также компания осуществляет внедренческий консалтинг по CAD/AEC/CAPP/PDM, готовит специалистов.

## Основные технологии и продукты

### Программное обеспечение
Продукты для машиностроения:
- Компас-3D — система трехмерного моделирования, ключевой особенностью которой является наличие собственного геометрического ядра C3D и параметрических технологий, разработанных специалистами компании АСКОН.
- Компас-График — система автоматизированного проектирования для подготовки чертежей изделий, схем, спецификаций, таблиц, инструкций, расчётно-пояснительных записок, технических условий, текстовых и прочих документов.
- Вертикаль — система автоматизированного проектирования технологических процессов.
- Лоцман:PLM — центральный компонент Комплекса решений, обеспечивающий управление инженерными данными и жизненным циклом изделия[33].
- Лоцман:КБ — автоматизированная система управления проектированием и электронным архивом конструкторской документации[34].
- Гольфстрим — система комплексной автоматизации процессов планирования, учёта, подготовки и всестороннего анализа производства[35][36].
- QiBox — предназначенный для поставщиков автомобильных компонентов инструмент подготовки производства новой продукции, содержащий средства для выполнения обязательных требований Системы менеджмента качества для автомобильной промышленности ISO/TS 16949 и инструменты для управления проектами в соответствии с процедурой качества новой продукции потребителя[37][38].
- «ПОЛИНОМ:MDM» — система управления нормативно-справочной информацией промышленного предприятия.
- «Стандартные изделия» - справочник стандартных изделий поставляемый с несетевыми версиями "компас"
- «Материалы и сортаменты»[источник не указан 3650 дней] — справочник, предназначенный для централизованного хранения и использования информации о материалах и сортаментах.
- «Справочник технолога»[источник не указан 3650 дней] — система управления нормативно-справочной технологической информацией, используемой в процессах конструкторско-технологической подготовки производства и обеспечивающей централизованное или коллективное управление справочными данными и документами в соответствии с настроенной политикой безопасности. Система обеспечивает доступ более чем к 70 специализированным технологическим базам данных, содержит паспортные данные на различные модели оборудования для механообработки, штамповки, термообработки, сварки и другое.
- «Единицы измерения»[источник не указан 3650 дней] — справочник, предназначенный для централизованного хранения и использования информации по единицам измерения и алгоритмам пересчёта значений измеряемых величин.

Продукты для строительства:
- Компас-Строитель — специализированный инструмент подготовки рабочей документации по стандартам системы проектной документации для строительства.
- MinD на платформе Компас-3D — технология проектирования, включающая набор приложений к системе Компас-3D и предназначенная для строительного проектирования и выпуска проектно-сметной документации по ГОСТ при решении задач различного уровня сложности: от проработки узлов металлоконструкции до планирования целого микрорайона.
- Pilot-BIM - среда общих данных для проверки на коллизии информационных моделей
- Pilot-ICE — инструмент хранения, управления и анализа данных, предназначенный для организации коллективной работы при создании проектно-сметной документации, управления исполнительской дисциплиной, управления корпоративным контентом проектной организации, планирования и управления проектами[18].
- Лоцман:ПГС — инструмент организации коллективной работы над проектом, электронного согласования чертежей, управления заданиями и своевременного получения отчётности[39].
- Лоцман:ОРД — инструмент для автоматизации организационно-распорядительного документооборота (делопроизводства) предприятий, занимающихся проектной деятельностью в отрасли промышленного и гражданского строительства.
- Лоцман:24 — мобильный клиент для корпоративной системы управления проектной организацией, взаимодействующий с системой управления проектными данными Лоцман:ПГС и системой инженерного документооборота Лоцман:ОРД[40]. Приложение доступно для бесплатного скачивания в магазине Google Play и работает на устройствах с операционной системой Android.
- Renga — BIM-система для строительного проектирования[20].

### Технологии
- Сквозная 3D-технология (сокращенно CT3D) — метод внедрения и эксплуатации информационной системы управления жизненным циклом изделий на базе трехмерных электронных моделей в едином информационном пространстве[41][42][43]. Является результатом взаимодействия компании АСКОН с Российским федеральным ядерным центром в Сарове (ФГУП «РФЯЦ-ВНИИЭФ»)[44].
- Ядро геометрического моделирования C3D — ключевой компонент для создания систем проектирования (CAD) и их приложений, расчетных систем (CAE), систем подготовки управляющих программ для станков с ЧПУ (CAM), моделирования технологических процессов[45][46][аффилированный источник? 3693 дня]. Ядро C3D лежит в основе системы КОМПАС-3D[47][48][49], а также используется в продукции таких компании как: ЛО ЦНИТИ, Базис-центр[50], Центр-геос, НТП Трубопровод и др[значимость факта?]. Разработчик ядра — C3D Labs, дочерняя структура фирмы.
- Вариационное прямое моделирование — реализованная в последних версиях системы КОМПАС-3D технология, обеспечивающая работу с импортированной геометрией без истории построения, заключающаяся в наложении геометрических и размерных ограничений на объемные объекты с последующим решением этих ограничений вариационными методами[51].
- PartLib — технология, лежащая в основе семейства продуктов «Стандартные изделия». Она включает специальные описания: математические, программные и объектные модели, опирающиеся на типоразмеры из нормативных документов и разработанные с учётом требований международных (ISO 13584, ISO 10303, ISO 15926) и российских (ГОСТ Р ИСО 15926-1-2008) стандартов. Технология PartLib позволяет генерировать требуемые изделия по запросу, «на лету». При практически неограниченных возможностях использования она позволяет минимизировать требуемое для их хранения место.

### Комплексные решения
Комплекс решений для машиностроения обеспечивает автоматизацию конструкторско-технологической подготовки производства (КТПП) и включение КТПП в единый контур управления предприятием. Автоматизируются все этапы и процессы конструкторско-технологической подготовки производства, начиная от создания вариантов компоновки нового изделия и заканчивая передачей документации в производство или внешнему заказчику. При этом все элементы КТПП, используя централизованные средства хранения и обработки данных, органично увязаны в единую информационно-процессную среду проектирования и подготовки производства. В состав комплекса решений АСКОН вошли системы Лоцман: PLM, Компас-3D, Вертикаль, специализированные расчётные приложения для технологической подготовки производства, корпоративные справочники (Стандартные Изделия, Материалы и Сортаменты, Единицы Измерения, Справочник технолога) и другие программные продукты. По состоянию на начало 2015 года актуальным является Комплекс решений АСКОН 2014.
Комплекс для промышленного и гражданского строительства комплексы решений развиваются по направлениям: управление проектированием и делопроизводством (включает системы Лоцман: ПГС, Лоцман: ОРД и Pilot-ICE) и автоматизированное проектирование (включает технологию MinD, а также системы Компас-3D и Компас-График).

## Санкции
2 ноября 2023 года, из-за российского вторжения в Украину, компания включена в блокирующий санкционный список США. 23 февраля 2024 года компания включена в санкционный список стран Евросоюза и Канады так как компания «разрабатывает инженерное программное обеспечение для производства ракетных комплексов стоящих на вооружении ВС РФ».